# Antiochos XII
Antiochos XII Dionysus, död 84 f.Kr., var kung i det seleukidiska riket i Syrien 87-84 f.Kr. 
Han var son till kung Antiochos VIII Grypos och Tryphaena av Egypten. Han efterträdde sin bror Demetrios III som kung i södra Syrien med bas i Damaskus, medan norra Syrien behärskades av brodern Philipp I Philadelphos och kusinen Antiochos X. Han fick liksom Demetrios stöd av Egypten och förde liksom han krig mot Judea. Han föll i strid då Judea erövrade Damaskus. Året därpå erövrades hela Syrien av Tigranes II av Armenien.  